# 坂下宿

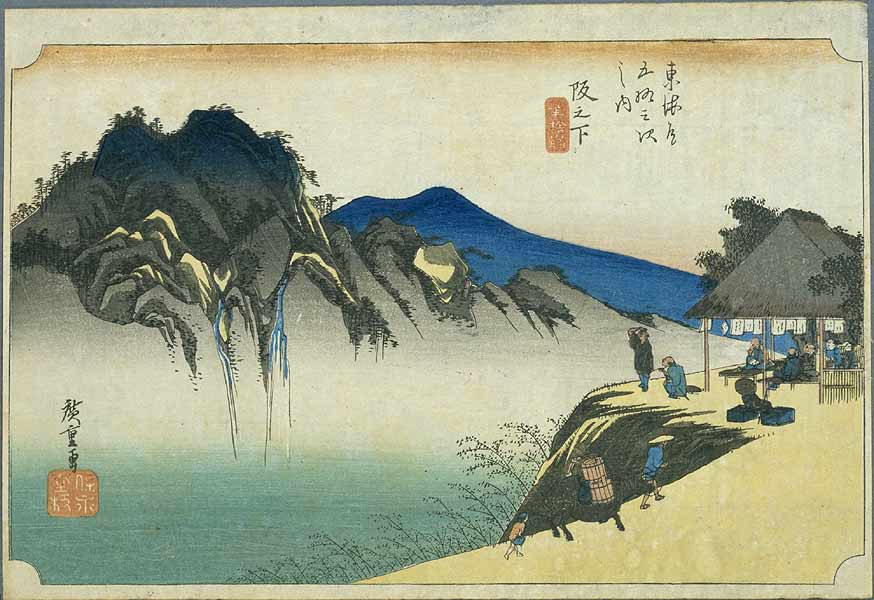
歌川広重『東海道五十三次・阪之下』

坂下宿（さかしたしゅく、さかしたじゅく、また坂ノ下、阪之下等の表記あり）は、東海道五十三次の48番目の宿場である。現在の地番は三重県亀山市関町坂下。

## 概要
かつては難所・鈴鹿峠を控えた宿場町として賑わい、江戸中期には本陣3、脇本陣1を含め旅籠51軒、町並5町56間あり、宿場の範囲は河原谷橋から岩屋観音までの約1kmであった。戸数約150戸、人口500人あまりと記録される。鈴鹿馬子唄では「坂の下では大竹小竹 宿がとりたや小竹屋に」（大竹屋は坂下宿の本陣の1つで小竹屋は脇本陣であった。本陣である大竹屋に庶民が泊まるのは不可能だが、脇本陣の小竹屋には少なくとも泊まってみたいものだ。）と唄われ、旅籠や本陣も数多く東海道有数の盛況な宿であった。
1650年（慶安3年）9月2日、宿場は土石流の被害を受け壊滅してしまう。幕府の援助を受け、1.3km東の現在の位置に移設される。
1895年（明治28年）には関西鉄道が現在の草津線・関西本線にあたる草津駅 - 名古屋駅間を全通させたが、鈴鹿峠の勾配が蒸気機関車に障害となったため路線は西寄りの柘植経由となる。地域経済を旅人相手の商売に依存していた坂下は、交通の要所から外れることとなってしだいに衰退していった。
現在は域内を国道1号の新道が通るが、旧街道沿いは民家も少なく、2005年（平成17年）の調査では戸数89軒・人口147人と過疎化が進行している。かつて繁栄した宿場町であったことを示すのは、本陣跡を示す、旧関町によるいくつかの石碑のみである。

## 交通アクセス
JR関西本線 関駅から亀山市コミュニティバス 西部ルートの伊勢坂下行きに乗車し、終点（伊勢坂下）で下車。
※ かつては国鉄バス亀草線を前身とする三重交通バスが鈴鹿峠を越えていたが、現在は県境をまたいで運行する路線バスは設定されていない。

## 史跡
- 松屋本陣跡
- 大竹屋本陣跡
- 梅屋本陣跡
- 小竹屋脇本陣跡

土山宿までの史跡・みどころ

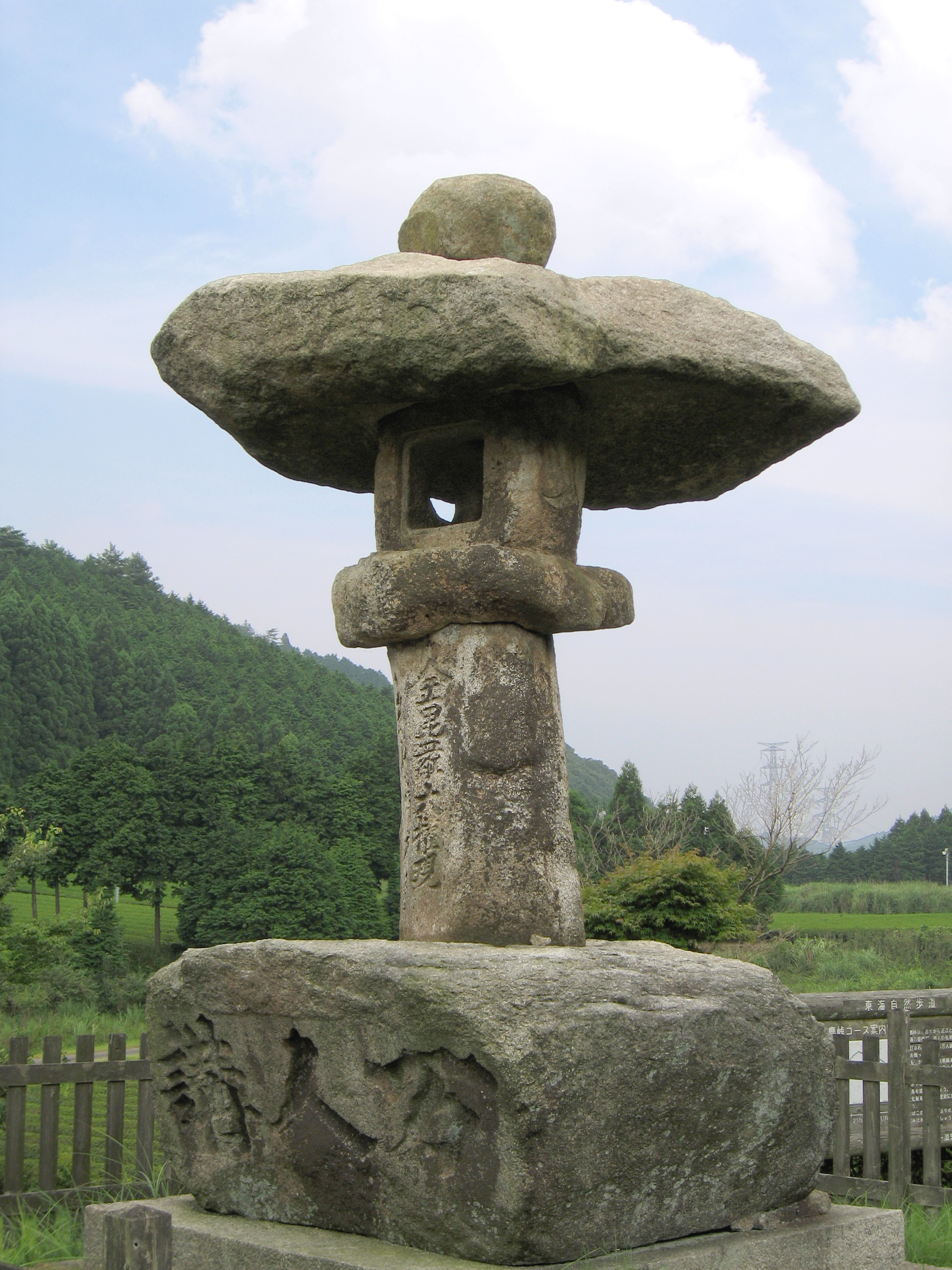
万人講常夜燈

この区間は東海自然歩道として道標が整備されている。
- 片山神社
- 芭蕉句碑

「ほっしんの 初にこゆる 鈴鹿山」の句碑が馬の水飲み鉢のそばにある。
- 馬の水のみ鉢
- 鈴鹿峠（海抜375m）
- 万人講常夜燈

重さ38トン、高さ5m44cmの自然石による巨大な常夜燈
- 十楽寺
- 山中一里塚公園

「坂は照るてる鈴鹿はくもるあいの土山雨が降る」という石碑、「いちゐのくわんおんみち」の大原道道標、鈴鹿馬子唄之碑などがある。
- 猪鼻の立場跡
- 蟹坂古戦場跡

## 隣の宿
東海道
関宿 - 坂下宿 - 土山宿